# Жмайлов, Эдуард Семёнович
Эдуа́рд Семёнович Жма́йлов (1930 — 1945) — юный ростовчанин, участник Великой Отечественной войны, ефрейтор.

## Биография
Родился в 1930 году в Ростове-на-Дону.
Жил в Ростове-на-Дону, учился в средней школы № 78 и в музыкальной школе.
В первую немецкую оккупацию города Ростова-на-Дону Эдик с матерью и братом были эвакуированы в Минеральные Воды. Отец отправился на фронт, за ним последовала и старшая сестра. Отец был ранен и демобилизован, спустя некоторое время стал начальником поезда; сестра стала санинструктором и погибла.
Решив отомстить за сестру, долго старался попасть на фронт, из-за юного возраста это удалось сделать не сразу. Сначала рядовой Жмайлов служил в полковом оркестре кларнетистом, но при этом помогал старшим бойцам: был связным, доставлял пакеты из штаба, ухаживал за ранеными лошадьми, участвовал в строительстве блиндажей, учился стрелять. Вскоре Эдика перевели в подразделение по охране знамени дивизии и присвоили звание ефрейтора.
6 февраля 1945 года у местечка Грюнвальд в Восточной Пруссии он оказался в числе тех, кто спас знамя дивизии от просочившихся в тыл гитлеровцев. Геройски погиб в одном из боёв, защищая боевое знамя 88-й Витебской Краснознаменной орденов Суворова и Кутузова стрелковой дивизии.
Был награждён орденом Отечественной войны 2-й степени (посмертно).  В честь Эдика Жмайлова в 1980 году названа одна из улиц в Ростове-на-Дону; где ему установлена информационная табличка.